# Суюндюково (Шаранский район)
Суюндюково (баш. Һөйөндөк) — упразднённая деревня в Шаранском районе Башкортостана, относилась к Дюртюлинскому сельсовету.

## География
Расстояние до:
- районного центра (Шаран): 13 км
- центра сельсовета (Дюртюли): 5 км
- ближайшей ж/д станции (Туймазы): 27 км

## История
Деревня возникла в советское время. Обозначена на карте 1982 года как деревня Суюндуково с населением около 20 человек.
В 1989 году население — 7 человек (4 мужчины, 3 женщины).
В 2002 году — 2 человека (1 мужчина, 1 женщина), башкиры (100 %).
Упразднена в 2012 году.

## Население
| 2002 | 2009 | 2010 |
| ---- | ---- | ---- |
| 2    | ↘0   | →0   |